# Koixevanka
Koixevanka (en rus: Кошеванка) és un poble de l'óblast d'Astracan, a Rússia, segons el cens del 2010 tenia 321 habitants.